# Franz Khemeter
Franz Khemeter (4. října 1845 Český Krumlov – 4. listopadu 1924 Český Krumlov) byl mistr sklář, který vykonával mezi léty 1904 až 1919 úřad starosty Českého Krumlova. Během trvání jeho starostenského úřadu proběhla elektrifikace města, byla vyhlášena Šumavská župa a došlo k obsazení města československou armádou. Byl výraznou tváří šumavských Němců.

## Život
Franz Khemeter se narodil 4. října do sklářské rodiny Khemeterů. Jeho rodiči byli Karl a Magdalena Khemeterovi. Franz Khemeter se rozhodl pokračovat v rodinné tradici a vyučil se sklářem. Později se stal mistrem sklářem a nakonec i členem městské rady.

### Starosta Českého Krumlova
Starostou města se stal v roce 1904 a již o dva roky později roku 1906 zahájil důslednou elektrifikaci města. Z jeho vlastní iniciativy byl založen i dnešní Městský park v roce 1907 pod vedením městského stavitele Karla Nowaczka. V roce 1911 byla vystavěna nová městská nemocnice a roku 1916 bylo zřízeno i první Městské muzeum, předchůdce dnešního Regionálního muzea, nad nímž převzal svůj patronát.
Franz Khemeter se stal jakožto představitel německé většiny obyvatel přední tváří němectví v Českém Krumlově. Aktivně podporoval spolky a kulturní aktivity ve městě, avšak vždy v duchu německého národního uvědomění. Ve svých projevech velmi často prohlašoval, že Český Krumlov je především německé město. Akcentování němectví ve městě bylo obecně zesíleno po volbách v roce 1912 vítězstvím subjektů, jež se stavěly negativně vůči českému národnímu uvědomění. Druhá polovina jeho starostenského úřadu tak byla vnímána českými spolky ve městě velmi negativně, přičemž se jim dostávalo jen minimální finanční podpory.

#### I. světová válka
Během I. světové války organizoval z pozice starosty města různé akce, při nichž byla vyjadřována nejenom podpora monarchie, ale především krumlovským vojákům na frontě. Jednou z takových akcí k vyjádření solidárnosti s vojáky bylo zatloukání hřebů do štítu města na hlavním náměstí. Obecně byl však rozvoj města během války těžce poznamenán. Český Krumlov byl zvolen jako špitální město, kam byli sváženi ranění rakousko-uherští vojáci z front. Ve městě byly proto zřízeny vojenské lazarety, jejichž financováním se brzy vyprázdnila městská pokladna. Stejně jako v jiných městech se i v Krumlově začaly objevovat od roku 1915 první projevy nesouhlasu s válečnou politikou, načež následovalo zatýkání.
Nicméně obecný neklid na sebe nenechal dlouho čekat a v roce 1917 dostala obecná nespokojenost podobu nepokojů. Významným mezníkem byla společná dělnická demonstrace Čechů a Němců z Větřní 12. května 1917, která se soustředila okolo okresního hejtmanství v dnešní Linecké ulici. Následovala demonstrace 200 dělnických žen 17. června a konečně i demonstrace z 27. června, na níž se na hlavním náměstí sešlo na tisíc českokrumlovských dělníků.

#### Šumavská župa
S ohledem na Tříkrálovou deklaraci a blížící se konec války bylo 28. září 1918 uspořádáno všelidové setkání na hlavním náměstí na počest zemského patrona svatého Václava, což bylo posledním velkým veřejným vystoupením starosty Khemetera. Během svého projevu tvrdě odsoudil "zrádné jihoslovanské národy", které usilovaly o rozpad monarchie, čímž velmi popudil české spoluobčany. O měsíc později však 28. října k obecnému překvapení smířlivě zareagoval na oznámení o vyhlášení samostatného Československa. Když byl konfrontován místním českým učitelem, který požadoval vyvěšení českého zemského praporu, odpověděl:
| „                                | Inu, musíme se vpraviti do poměrů tak, jak jsou, a doufám, jako jsme žili v pokoji dříve, budeme žíti zase. | “ |
| — Franz Khemeter, 28. října 1918 | |   |

Šumavští němečtí politici však ve vzniku Československa spatřovali ztrátu dosavadní suverenity a potažmo i ohrožení vlastní identity. Po vzoru separatistického státu Deutschböhmen na severu Čech s převažujícím německy mluvícím obyvatelstvem byla na začátku listopadu 1918 vyhlášena samozvaná Šumavská župa, jejímž hlavním městem byl prohlášen Český Krumlov, kde operovala Německá národní rada plnící funkci prozatímního hlavního orgánu župy.
V reakci na tyto události ustanovili krumlovští Češi v hotelu Růže, bývalé Jezuitské koleji, což bylo hlavní centrum české kultury ve městě, 3. listopadu 1918 český Národní výbor v Českém Krumlově, v jehož čele stanul významný českokrumlovský národní buditel, schwarzenberský lékař MUDr. Josef Kulich.
Třebaže byla krumlovská městská rada ve styku i s Německou národní radou, začali představitelé města s nově založeným Českým národním výborem aktivně vyjednávat. V následujících dnech se však situace ve městě velmi zkomplikovala, neboť Německá národní rada nadále operující v Českém Krumlově začala vyjednávat o připojení Šumavské župy k Hornímu Rakousku, tedy mezinárodně neuznané republice Německé Rakousko. Linecká vláda proto vyslala do města 16. listopadu vyslance, který měl přijmout sliby loajality místních úřadů, přičemž se proslýchalo, že město mají obsadit jednotky německo-rakouské armády.
Městská rada v čele se starostou v nastalé situaci slib před poselstvem složila, avšak část úředníctva odmítla. Okresní hejtman pro Krumlovsko svůj slib dokonce následně odvolal, pročež byl do Českého Krumlova vyslán nový hejtman z Lince.
17. listopadu se pak ve městě za účasti nacionalistického poslance Wichtla z Vídně odehrál sjezd zástupců šumavských Němců a posléze opět 24. listopadu za účelem vytvoření obdoby českých národních výborů a proklamaci o připojení župy k Německému Rakousku.

#### Obsazení města
Přes předešlá prohlášení však 27. listopadu došlo nečekaně ke společnému jednání zástupců Německé národní rady, hlavního orgánu župy, a českokrumlovského národního výboru a konečně i 29. listopadu.
Na těchto společných jednáních se čeští a němečtí zástupci dohodli na statutu quo vracející stav věcí ve městě do událostí z 16. listopadu, tedy před příjezd linecké delegace, a stejně tak i na ukončení personálních změn na úřadech za podmínek, že Německá národní rada zbaví úřednictvo včetně městské rady jejich slibu loajality německo-rakouské vládě a zároveň zašle oznámení o stažení slibu věrnosti do Lince. Česká strana reprezentována českokrumlovským národním výborem se naopak zavázala informovat o celé situaci československou vládu a zároveň jménem českých občanů požádat československé představitele o zrušení plánovaného vojenského obsazení města.
Město bylo nicméně delší dobu informačně odříznuto, a proto čeští ani němečtí zástupci neznali přesný vývoj událostí za hranicemi regionu. V samotný den odeslání vzájemné dohody, tedy 29. listopadu, proto ke společnému překvapení obou stran vstoupila ve čtyři hodiny odpoledne československá armáda do Českého Krumlova, který bez boje a jakéhokoliv odporu obsadila.
Během následující hodiny byla obsazena i městská radnice a po zajištění bezpečnosti ve městě bylo svoláno zasedání českokrumlovského národního výboru, Německé národní rady, českokrumlovského hejtmanství a městské rady. Zástupci nakonec vydali společné prohlášení o pokojnosti vojenského zásahu.
Po uklidnění situace ve městě navázala městská rada přímou spolupráci s českým národním výborem. Na radnici byly ihned zavedeny nápisy v češtině a postupně najati bilingví úředníci. Městská rada následně umožnila uvolnění dvou tříd v německé městské škole pro školu českou, která do té doby využívala prostor v hotelu Růže, a podpořila zřízení české měšťanské školy v Českém Krumlově a Kájově. Zároveň bylo umožněno, aby si děti a jejich rodiče, mohli vybrat, zda budou docházet na českou nebo německou školu. Z české školské rady byli odvoláni Němci a jmenováno 5 Čechů – schwarzenberský sládek Jan Žák, správce Českokrumlovské záložny Josef Engel, holič Jan Činátl, kamnář Šimeček a pekař Josef Ulrych.
Část městské rady v čele se starostou Khemeterem však stav ohledně česko-rakouských hranic nepovažovala za konečný a v určitých ohledech nadále vyčkávala případný zvrat na mezinárodní scéně. Protestovala tak proto 12. prosince proti pokračující přítomnosti vojsk ve městě a v oficiálních protestech pokračovala ještě v únoru následujícího roku 1919. Rada ve vyčkávání sečkávala až do 9. června 1919, kdy Rakouská republika uznala hranice Československa, čímž se stal Český Krumlov definitivně součástí republiky.
Téhož měsíce, 15. června 1919 zároveň proběhly první řádné komunální volby do městského zastupitelstva a starostou města byl zvolen PhDr. Karl Tannich, čímž skončila 15letá vláda starosty Khemetera, který dal tvář celé jedné éře v historii města.
Franz Khemeter zemřel o pět let později 6. listopadu 1924. Byl pochován do rodinné hrobky na krumlovském městském hřbitově.

## Odkaz
V minulosti se v Českém Krumlově ku poctě Franze Khemetera nacházelo několik památníků (např. busta zakladatele v Městském muzeu) a do roku 1920 nesla jeho jméno i dnešní Dlouhá ulice (Franz Khemeter Gasse). Od roku 1906 je také čestným občanem Českých Budějovic a za svého života obdržel rytířský kříž Řádu Františka Josefa. Byl také jmenován titulárním císařským radou.
Jeho potomci byli vysídleni z Českého krumlova během hromadného vysidlování Němců z Československa. Rodina Khemeterů dodnes působí ve sklářském průmyslu.